# Werner Wehrli

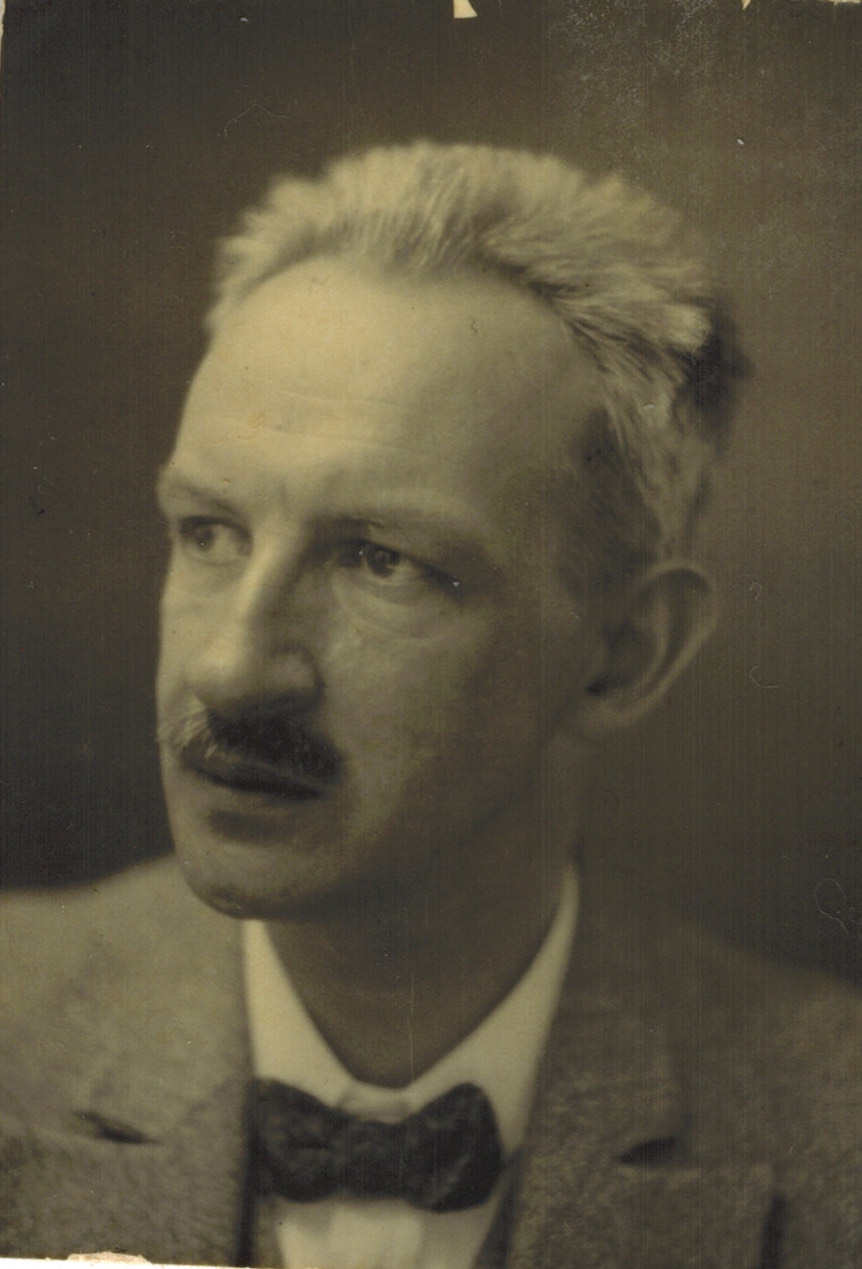
Werner Wehrli (vor 1944)

Werner Wehrli (* 8. Januar 1892 in Aarau; † 27. Juni 1944 in Luzern) war ein Schweizer Komponist. Er zählte in der Zeit zwischen den Weltkriegen zu den namhaften Schweizer Komponisten.

## Leben
Wehrli besass eine fundierte musikalische Ausbildung, die er in Zürich, Berlin, Frankfurt und Basel erwarb. In Basel schloss er sein Kompositionsstudium 1918 bei Hans Huber und Hermann Suter ab. Insbesondere die Zeit in Frankfurt – dort studierte Wehrli nach dem Gewinn des Frankfurter Mozart-Preises 1914 als Mitschüler Paul Hindemiths, und dort lernte er seine spätere Frau, die Sängerin Irma Bartholomae, kennen – war für seine musikalische Entwicklung von prägendem Einfluss. 1918 trat Wehrli eine Stelle als Musiklehrer am Aargauischen Lehrerinnenseminar (heute Neue Kantonsschule Aarau) an und behielt diese bis zu seinem Tod im Jahre 1944. Daneben betätigte er sich als Musikpädagoge, als Volkslied-Sammler, Glocken-Experte, Musikschriftsteller und Dichter. Als Dirigent leitete Werner Wehrli von 1920 bis 1929 den Cäcilienverein Aarau sowie von 1924 bis 1939 den Frauenchor Brugg.
Seit den zwanziger Jahren wuchs sein Ansehen stetig, was sich in Aufführungen seiner Liedzyklen und Kammermusikwerke an den jährlichen Tonkünstlerfesten, in Aufführungen seiner Bühnenwerke und wiederholten Aufträgen zu hochgeschätzten Festspiel-Musiken ausdrückte. Das musikalische Werk Wehrlis vermittelt zwischen Spätromantik und Moderne, wobei es sich durch eine ungewöhnliche Vielfalt der Ausdruckshaltungen auszeichnet. In seinem Schaffen finden sich volkstümliche Elemente, humoristische und verträumte, aber auch Kühles und Expressives. Othmar Schoeck meinte 1954 zu Wehrli: „Immer, wenn ein neues Werk von Werner Wehrli angekündigt wurde, wusste man: jetzt kommt etwas Eigenes, nach innen Gerichtetes, nichts mühsam Geborgenes, und man wurde nie enttäuscht.“ Wehrli betätigte sich in beinahe allen kompositorischen Gattungen. Neben ambitionierten grossformatigen Werken stehen in seinem Œuvre auch zahlreiche kleine pädagogische Gebrauchsstücke.

## Diskographie
- Er ist’s und Zur Warnung, in: Mörike-Vertonungen aus der Schweiz. Compact Disc, Nr. 15 & 16
- Im Bluescht I op. 2/1;Mis Chindli, in: Lieder von Schweizer Komponisten. Zürich, 1994, Nr. 7–16